# Израндит
Израндит — меланократовая полнокристаллическая среднезернистая тяжелая и прочная горная магматическая порода.

## Состав
Состоит преимущественно из титанавгита и оливина, чем отличается от других разновидностей плагиоклазовых перидотитов.
Оливин израндитов по структуре обладает высокой железистостью. В составе имеет больше количество распадных пластинок ильменита.

## История
Обнаружен в 1958 году Л. Н. Овчинниковым на территории Аршинского природного заказника гора Карандаш. Название «израндит» происходит от названия реки Изранда, которая берет своё начало с места обнаружения породы.

## Месторождения
Гора Карандаш, северо-восточнее поселка Александровка, Кусинского района, и в районе Верхнего Уфалея, Челябинской области, Россия.